# CeCe Peniston
Cecilia Veronica "CeCe" Peniston (* 6. září 1970) je americká zpěvačka a bývalá královna krásy. Na začátku devadesátých let minulého století zaznamenala pět hitů na prvním místě na žebříčku US Billboard Hot Dance Music/Club Play. Její píseň Finally se umístila na pátém místě na americkém žebříčku Hot 100 a na druhém místě ve Velké Británii.
4. února 2011 podepsala Peniston smlouvu o nahrávání s vydavatelstvím West Swagg Music Group/Bungalo Records a oznámila vydání nového sólového alba, 15 letech po vydání svého posledním studiovém alba I'm Movin' On z roku 1996. Do konce roku nicméně byly vydány pouze tři digitální singly, včetně nové písně s názvem Stoopid! a dvou coververzí jejích předchozích hitů. Peniston začala psát texty již ve škole. Text jejího mezinárodního hitu Finally byl údajně napsán během jedné z jejích hodin chemie.

## Diskografie

### Sólová studiová alba
| Název            | Datum vydání   | Vydavatel   | Prodeje         | Reference |
| ---------------- | -------------- | ----------- | --------------- | --------- |
| Finally          | 28. ledna 1992 | A&M Records | 554 000 (v USA) | [ 4 ]     |
| Thought 'Ya Knew | 10. ledna 1994 | A&M Records | —               | [ 5 ]     |
| I'm Movin' On    | 9. září 1996   | A&M Records | —               | [ 6 ]     |